# Campionati europei di ciclismo su strada 2012
I Campionati europei di ciclismo su strada 2012 si sono svolti a Goes, in Zelanda (Paesi Bassi), tra il 9 e il 12 agosto 2012.

## Eventi

### Cronometro individuali
Giovedì 9 agosto
- 10:00 Uomini Junior, 24,9 km
- 15:00 Donne Under 23, 24,9 km

Venerdì 10 agosto
- 10:00 Donne Junior, 14,8 km
- 15:00 Uomini Under-23, 24,9 km

### Corse in linea
Sabato 11 agosto
- 9:00 Uomini Junior, 129 km
- 14:00 Donne Under-23, 129 km

Domenica 12 agosto
- 10:00 Donne Junior, 80 km
- 13:00 Uomini Under-23, 172 km

## Medagliere
| Pos.   | Nazione     | Oro | Argento | Bronzo | Totale |
| ------ | ----------- | --- | ------- | ------ | ------ |
| 1      | Paesi Bassi | 2   | 0       | 3      | 5      |
| 2      | Danimarca   | 2   | 0       | 0      | 2      |
| 3      | Belgio      | 1   | 0       | 1      | 2      |
| 3      | Slovenia    | 1   | 0       | 1      | 1      |
| 5      | Austria     | 1   | 0       | 0      | 1      |
| 5      | Regno Unito | 1   | 0       | 0      | 1      |
| 7      | Italia      | 0   | 2       | 2      | 4      |
| 8      | Francia     | 0   | 1       | 0      | 1      |
| 8      | Germania    | 0   | 1       | 0      | 1      |
| 8      | Irlanda     | 0   | 1       | 0      | 1      |
| 8      | Lussemburgo | 0   | 1       | 0      | 1      |
| 8      | Russia      | 0   | 1       | 0      | 1      |
| 8      | Lettonia    | 0   | 1       | 0      | 1      |
| 14     | Ucraina     | 0   | 0       | 1      | 1      |
| Totale | Totale      | 8   | 8       | 8      | 24     |

## Sommario degli eventi
| Eventi                 | Oro                               | Tempo                      | Argento                         | Tempo | Bronzo                      | Tempo |
| Uomini Under-23        |                                   |                            |                                 |       |                             |       |
| Gara in linea dettagli | Jan Tratnik Slovenia              | 3h52'30" Media 44,387 km/h | Andžs Flaksis Lettonia          | a 1"  | Wouter Wippert Paesi Bassi  | a 11" |
| Cronometro dettagli    | Rasmus Christian Quaade Danimarca | 28'59" Media 49,663 km/h   | Bob Jungels Lussemburgo         | a 23" | Oleksandr Holovaš Ucraina   | a 32" |
| Uomini Junior          |                                   |                            |                                 |       |                             |       |
| Gara in linea dettagli | Alexander Wachter Austria         | 2h59'22" Media 43,152 km/h | Anthony Turgis Francia          | a 1"  | Davide Ballerini Italia     | s.t.  |
| Cronometro dettagli    | Mathias Krigbaum Danimarca        | 30'15" Media 49,376 km/h   | Ryan Mullen Irlanda             | a 10" | Matej Mohorič Slovenia      | a 11" |
| Donne Under-23         |                                   |                            |                                 |       |                             |       |
| Gara in linea dettagli | Evelyn Arys Belgio                | 3h13'43" Media 39,955 km/h | Barbara Guarischi Italia        | s.t.  | Kim de Baat Paesi Bassi     | s.t.  |
| Cronometro dettagli    | Anna van der Breggen Paesi Bassi  | 32'31" Media 45,939 km/h   | Mieke Kröger Germania           | a 51" | Elisa Longo Borghini Italia | a 54" |
| Donne Junior           |                                   |                            |                                 |       |                             |       |
| Gara in linea dettagli | Lucy Garner Gran Bretagna         | 2h07'05" Media 37,770 km/h | Anna Zita Maria Stricker Italia | s.t.  | Kirsten Coppens Paesi Bassi | s.t.  |
| Cronometro dettagli    | Corine van der Zijden Paesi Bassi | 19'52" Media 44,691 km/h   | Ksenija Dobrynina Russia        | a 8"  | Lotte Kopecky Belgio        | a 10" |